# Pierre Castan
Pierre Castan (* 17. August 1899 in Bern; † 12. September 1985 in Genf) war ein Schweizer Chemiker, der mit Paul Schlack einer der Pioniere bei Epoxidharzen war.
Castan wurde an der Universität Genf promoviert und war dann zunächst Chemiker in der Farbstoffindustrie und an der Eidgenössischen Forschungsanstalt für Weinbau in Lausanne. Ab 1928 entwickelte er bei der Firma der Gebrüder De Trey AG in Zürich Kunstharze für Zahnersatz. Dabei entwickelte er (ohne von Schlacks gleichzeitiger Entwicklung in Deutschland zu wissen) Epoxidharze (über die Reaktion von Epichlorhydrin mit Diphenolen), die er 1938 in der Schweiz zum Patent anmeldete (erteilt 1940). Sie eigneten sich als Lack und als Klebstoff. Castan entwickelte sie mit mehreren weiteren Patenten in den 1940er Jahren für verschiedene Anwendungen und in verschiedenen Varianten weiter. 1943 übernahm Ciba AG die Patente und produzierte auf deren Basis einen Metallklebstoff (Araldit 1946). 
1950 ging er zur Lackfabrik Stella AS in Genf, wo er technischer Direktor wurde. Nach seiner Pensionierung war er 1970 Direktor des FATIPEC Kongresses (Federation of Associations of Technicians for Industry of Paints in European Countries) und er war Ehrenmitglied der Schweizerischen Gesellschaft für Chemische Farben und Farbstoffe. 1982 erhielt er den Jaubert Preis der Universität Genf. Er starb 1985 nach längerer Krankheit.